# 국도 제14호선 (이란)
국도 제14호선(Road 14, جاده 14‎)은 이아르다빌주의 라제이와 서아제르바이잔주의 살마스를 사이에 이어주는 총 연장 460km의 거리를 가진 이란의 일반 국도 노선이다. 다만 타브리즈 북부 지역에서는 14번 국도가 파스다란 고속도로로 이어주고 있는 것으로 보인다.